# Fyvush Finkel

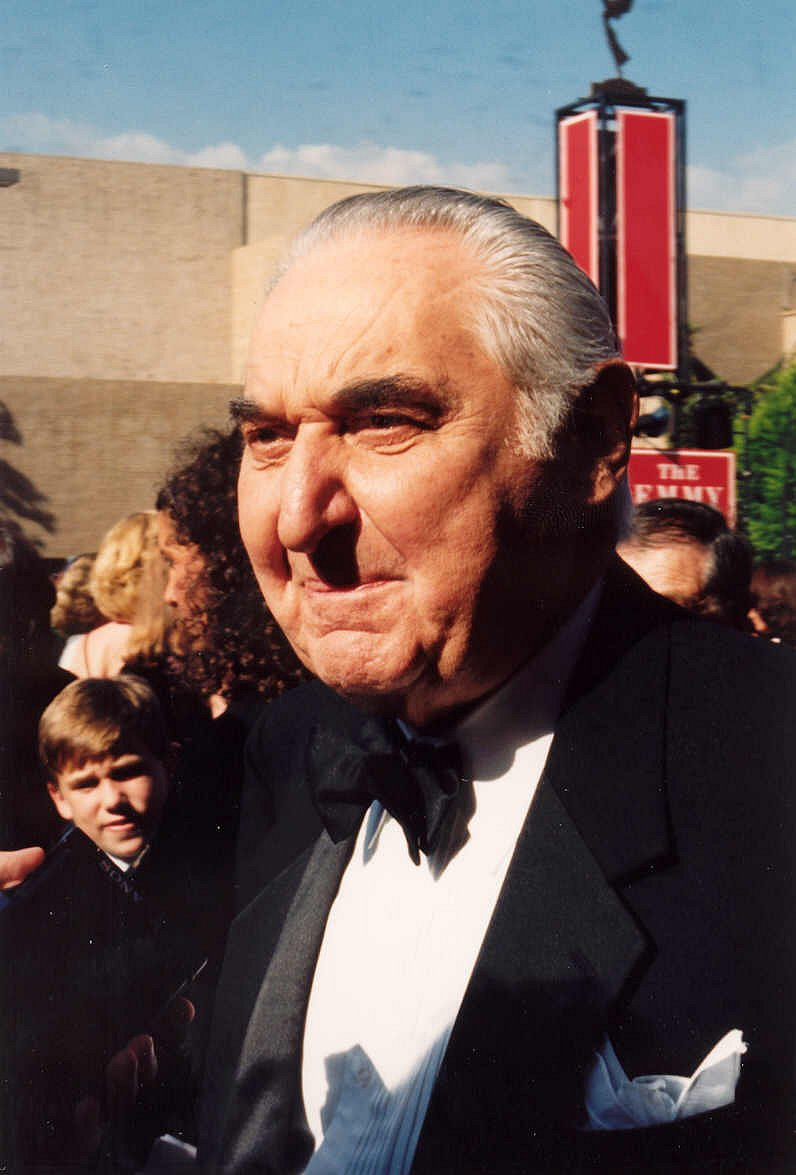
Fyvush Finkel (1994)

Philip „Fyvush“ Finkel (* 9. Oktober 1922 in Brooklyn, New York, New York; † 14. August 2016 in Manhattan, New York) war ein US-amerikanischer Schauspieler.

## Leben
Finkel begann seine Schauspielerlaufbahn im Alter von neun Jahren an einem jiddischen Theater in New York. In den folgenden Jahrzehnten blieben die jiddischen Theater die Hauptwirkungsstätte von Finkel. Dort hatte er zwar Erfolg, war aber nur einem Nischenpublikum bekannt.  Erst Mitte der 1960er-Jahre gab er mit dem Stück Fiddler on the Roof sein Broadwaydebüt. 1977 hatte er einen seiner ersten Fernsehauftritte in der Fernsehserie Kojak – Einsatz in Manhattan. Für seine Darstellung eines jüdischen Kellners im Stück Cafe Crown wurde er 1988 mit einem Obie Award ausgezeichnet. 1992 besetzte ihn David E. Kelley für die Fernsehserie Picket Fences – Tatort Gartenzaun. Für die Rolle des Rechtsanwaltes Douglas Wambaugh wurde Fyvush Finkel mit einem Emmy geehrt, des Weiteren erhielt er eine Golden-Globe-Nominierung. Nach Ende der Serie spielte Finkel von 1998 bis 1999 in der Neuauflage von Fantasy Island und von 2000 bis 2004 in der Fernsehserie Boston Public. Danach folgten trotz seines hohen Alters noch vereinzelte Auftritte in Film und Fernsehen, sein Schaffen dort umfasst mehr als 25 Produktionen.
1947 heiratete er Trudi Lieberman, mit der er zwei Söhne hatte und bis zu ihrem Tod im Jahr 2008 verheiratet war.

## Filmografie (Auswahl)
- 1986: Das Geschäft des Lebens (Seize the Day)
- 1986: Brighton Beach Memoirs
- 1990: Tödliche Fragen (Q & A)
- 1991: Das teuflische Imperium (Mobsters)
- 1992–1996: Picket Fences – Tatort Gartenzaun (Picket Fences, Fernsehserie, 87 Folgen)
- 1993: Ein Concierge zum Verlieben (For Love or Money)
- 1993: Stage Fright – Eine Gurke erobert Hollywood (The Pickle)
- 1995: Nixon
- 1996: Allein gegen die Zukunft (Early Edition, Fernsehserie, Episode 5: Der Hundedieb)
- 1998–1999: Fantasy Island (Fernsehserie)
- 2000: Second Chance – Alles wird gut (The Crew)
- 2000–2004: Boston Public (Fernsehserie, 70 Folgen)
- 2009: A Serious Man
- 2011: Harry’s Law (Fernsehserie, 1 Folge)
- 2013: Blue Bloods – Crime Scene New York (Blue Bloods, Staffel 3, Episode 14: „Men in Black“)

## Auszeichnungen (Auswahl)
Emmy
- 1993: Nominierung in der Kategorie Bester Nebendarsteller in einer Dramaserie für Picket Fences
- 1994: Auszeichnung in der Kategorie Bester Nebendarsteller in einer Dramaserie für Picket Fences

Golden Globe Award
- 1995: Nominierung in der Kategorie Bester Nebendarsteller – Serie, Mini-Serie oder TV-Film für Picket Fences